# 末永進
末永 進（すえなが すすむ、1945年12月8日 - ）は、日本の裁判官、検察官。釧路地方裁判所長や、札幌高等裁判所部総括判事を務めた。瑞宝重光章受章。

## 人物・経歴
北海道函館市松風町の時計屋の長男として生まれる。函館ラ・サール高等学校を経て、中央大学法学部在学中の1968年に旧司法試験合格。1969年中央大学法学部卒業。1971年裁判官任官、札幌地方裁判所判事補。法務省札幌法務局訟務検事、釧路地方裁判所網走支部判事、横浜地方裁判所部総括判事等を経て、2001年釧路地方裁判所所長、釧路家庭裁判所所長。2004年札幌高等裁判所民事第2部部総括判事。2016年秋の叙勲で瑞宝重光章受章。

## 裁判
- 妻が夫に無断でNHKと結んだ受信契約について、妻の代理権を認定して、有効であると判示した[4]。